# 单生觿茅
单生觿茅（学名：Dimeria solitaria）为禾本科觿茅属下的一个种。